# منتخب كوبا لكأس ديفيز
منتخب كوبا لكأس ديفيز (بالإسبانية: Equipo de Copa Davis de Cuba)‏ هو ممثل كوبا الرسمي في كرة المضرب في كأس ديفيز.